# باربارا هپورث
جوسلین باربارا هپورث (به انگلیسی: Jocelyn Barbara Hepworth)؛ (زاده ۱۰ ژانویه ۱۹۰۳ – درگذشته ۲۰ مه ۱۹۷۵) هنرمند و مجسمه‌ساز اهل بریتانیا است. آثار هپورث نماینده‌ای از هنر مدرنیسم و به‌ویژه در شاخه مجسمه‌سازی است. باربارا هپورث یکی از اولین زنان هنرمند در نسل خود بود که به شهرت جهانی رسید. او همراه با هنرمندانی چون بن نیکلسون و نائوم گابو از جرگه هنرمندان برجسته‌ای بود که در سنت ایوس، کورنوال در زمان جنگ جهانی دوم اقامت داشتند.
باربارا هپورث در ویکفیلد، یورکشایر به دنیا آمد. او در سن ۱۵ سالگی می‌دانست که می‌خواهد مجسمه‌ساز شود.
در دهه ۱۹۲۰ در مدرسه هنر لیدز ثبت نام کرد و در آنجا دوستی متقابلی با مجسمه‌ساز مشهور هنری مور را آغاز کرد که تا پایان عمر دوام داشت. سپس به کالج سلطنتی هنر در لندن رفت. در حالی که کارهای اولیه‌اش عناصر کلاسیک را در خود گنجانده بود، در دهه ۱۹۳۰ او به قطعات کاملاً انتزاعی، از جمله اولین مجسمه‌هایی که در بریتانیا ساخته شده بودند، روی آورد.
باربارا در سال ۱۹۲۵ با جان اسکیپینگ مجسمه‌ساز ازدواج کرد. در سال ۱۹۳۱ عاشق بن نیکلسون نقاش شد و در سال ۱۹۳۳ از اسکپینگ طلاق گرفت. در آن زمان او بخشی از حلقه‌ای از هنرمندان مدرن بود که در همپستید لندن متمرکز بودند و یکی از بنیان‌گذاران جنبش هنری واحد یک بود.
در آغاز جنگ جهانی دوم، هپورث و نیکلسون به سنت ایوس، کورنوال، شهری در سواحل جنوبی انگلستان، نقل مکان کردند، و او تا پایان عمر در آنجا ماند.
هپورث یکی از مجسمه‌سازان برجسته‌ای بود که به «حکاکی مستقیم» می‌پرداخت، تکنیکی که در آن فرایند مجسمه‌سازی به جای یک مدل از پیش طراحی شده، تحت تأثیر کیفیت مواد خام قرار می‌گیرد. آثار او غالباً با کیفیت حساس و ارگانیک و تمرکز بر تعامل بین جرم و فضای خالی شکل می‌گیرد.
هپورث که بیشتر به عنوان یک مجسمه‌ساز شناخته می‌شود، نقاشیهایی – از جمله مجموعه‌ای از طرح‌هایی از اتاق‌های عمل پس از بستری شدن دخترش در بیمارستان در سال ۱۹۴۴ – و لیتوگرافی‌ها را نیز تولید کرد.
هپورث در میان جوایز متعددش، در سال ۱۹۵۹ جایزه بزرگ بینال سائوپائولو را دریافت کرد و به دلیل کمک ارزشمندش به هنر بریتانیا، در سال ۱۹۶۵ نشان امپراتوری بریتانیا را دریافت گرد.
بیش از ۶۰۰ مجسمه به‌چای مانده از هپورث، گواهی بر قدرت منحصر به فرد هنر برای انعکاس ارزش‌های جاودانهٔ انسان‌گرایی و زیبایی طبیعی است.
باربارا هپورث در یک آتش‌سوزی در کارگاه خود در سال ۱۹۷۵ جان باخت.

## نگارخانه

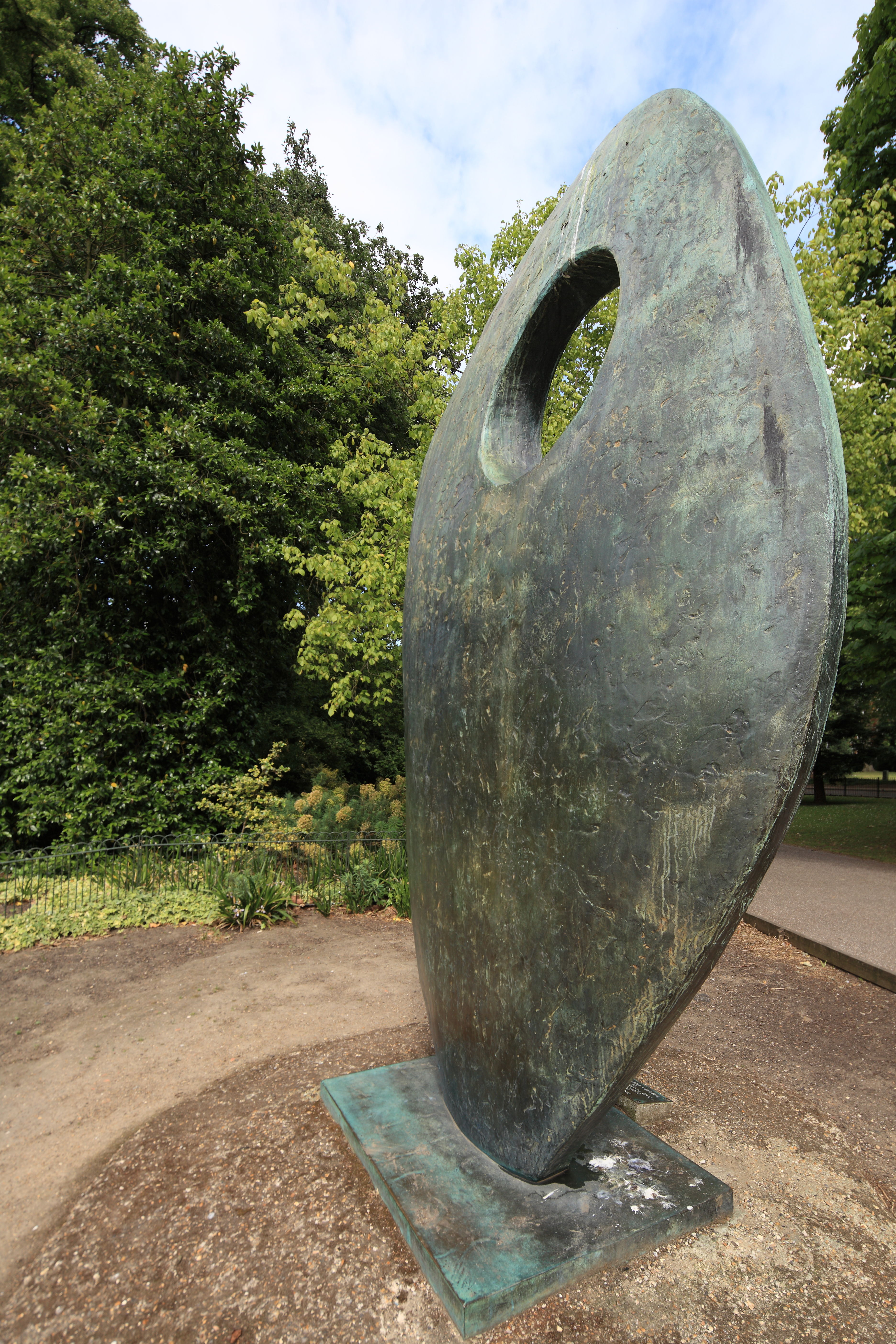
فرم تک (یادبود) در پارک باترسی، لندن.
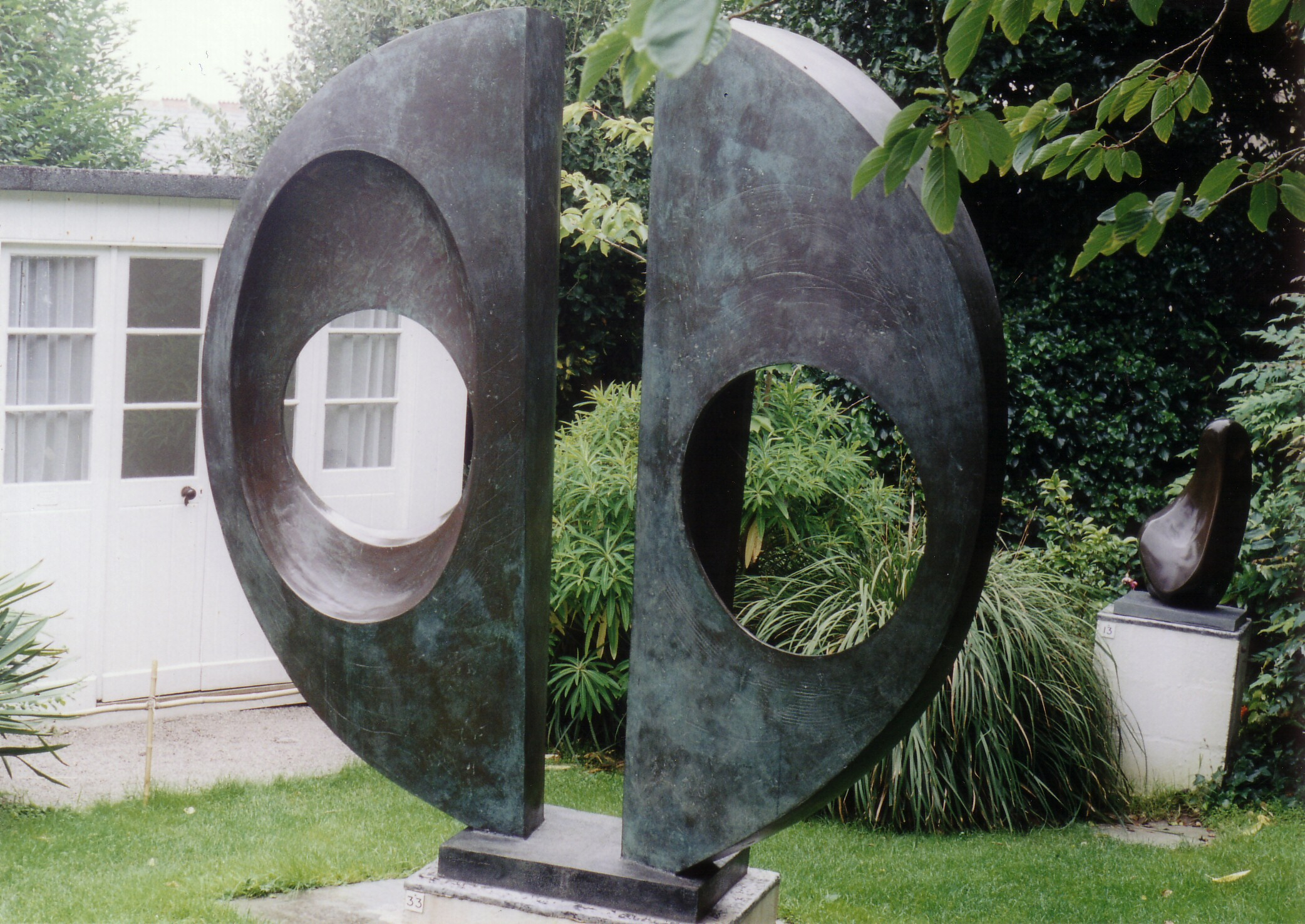
Two Forms, 1969, St Ives.
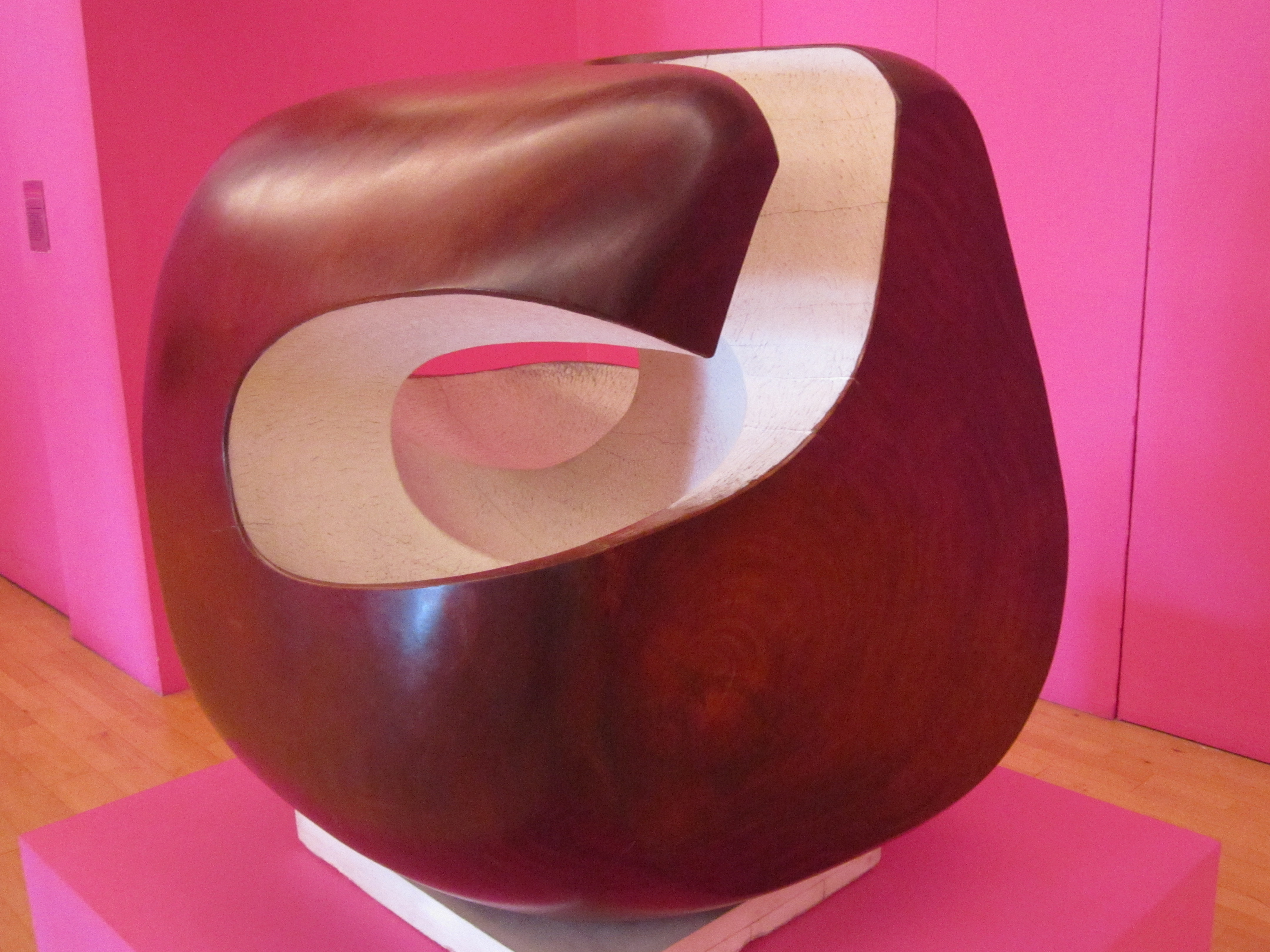
کورینتوس (ساخته شده با چوب گوارا)، ۱۹۵۴–۱۹۵۵، در تیت لیورپول.
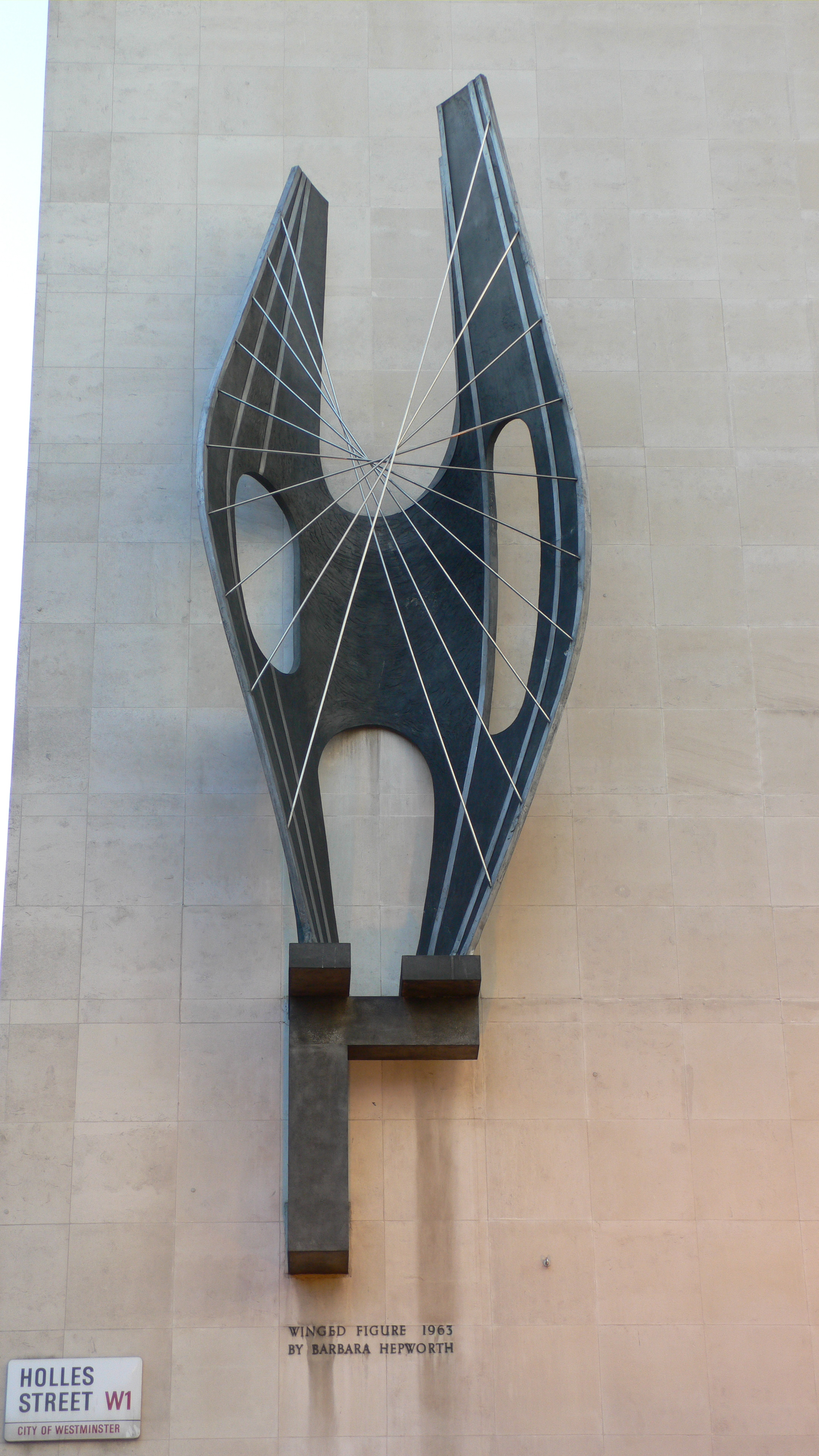
Winged Figure, 1963, on the side of the John Lewis department store, Holles Street and Oxford Street, London.
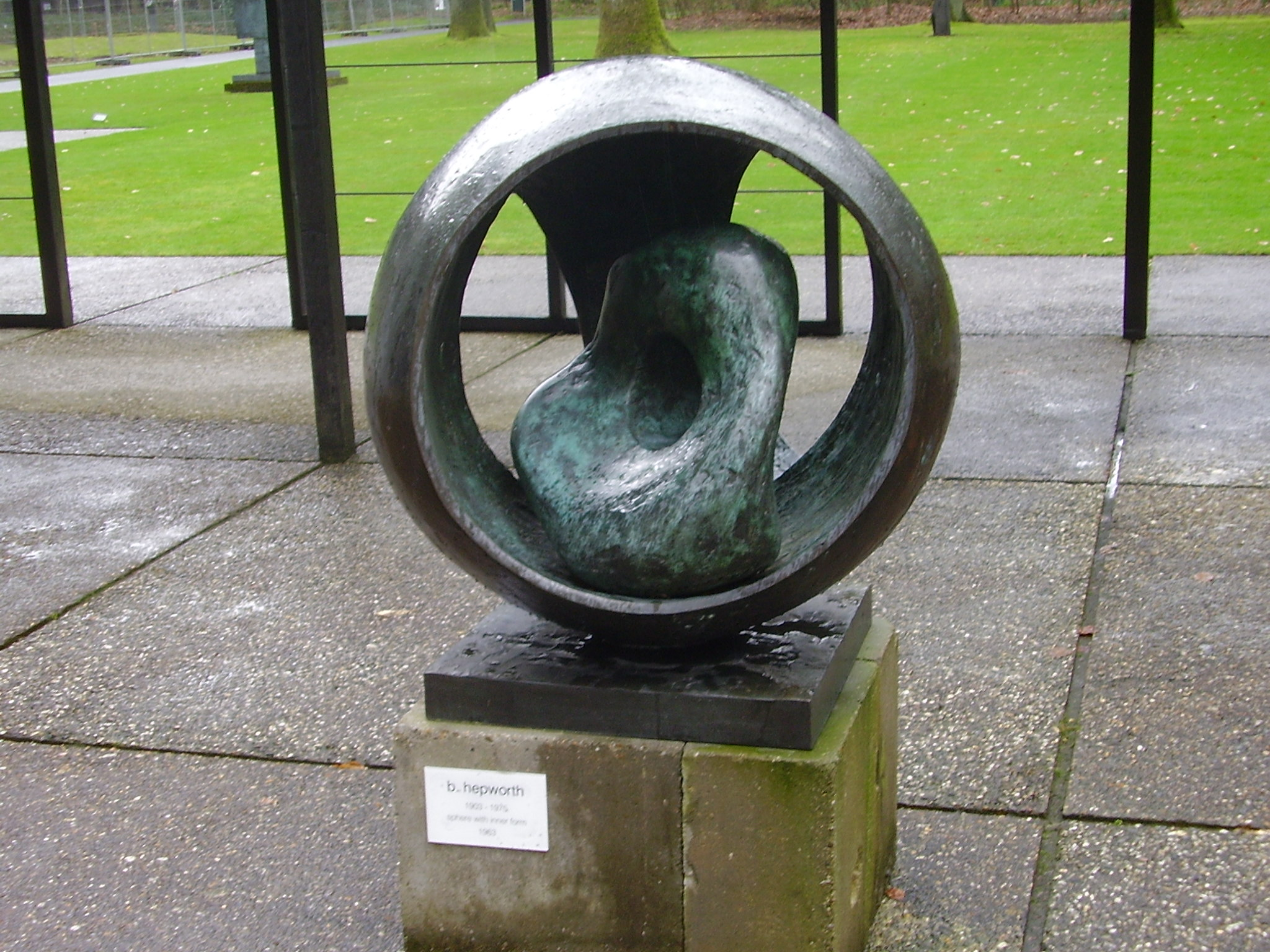
Sphere with Inner Form, 1963, at the Kröller-Müller Museum, Otterlo, the Netherlands.
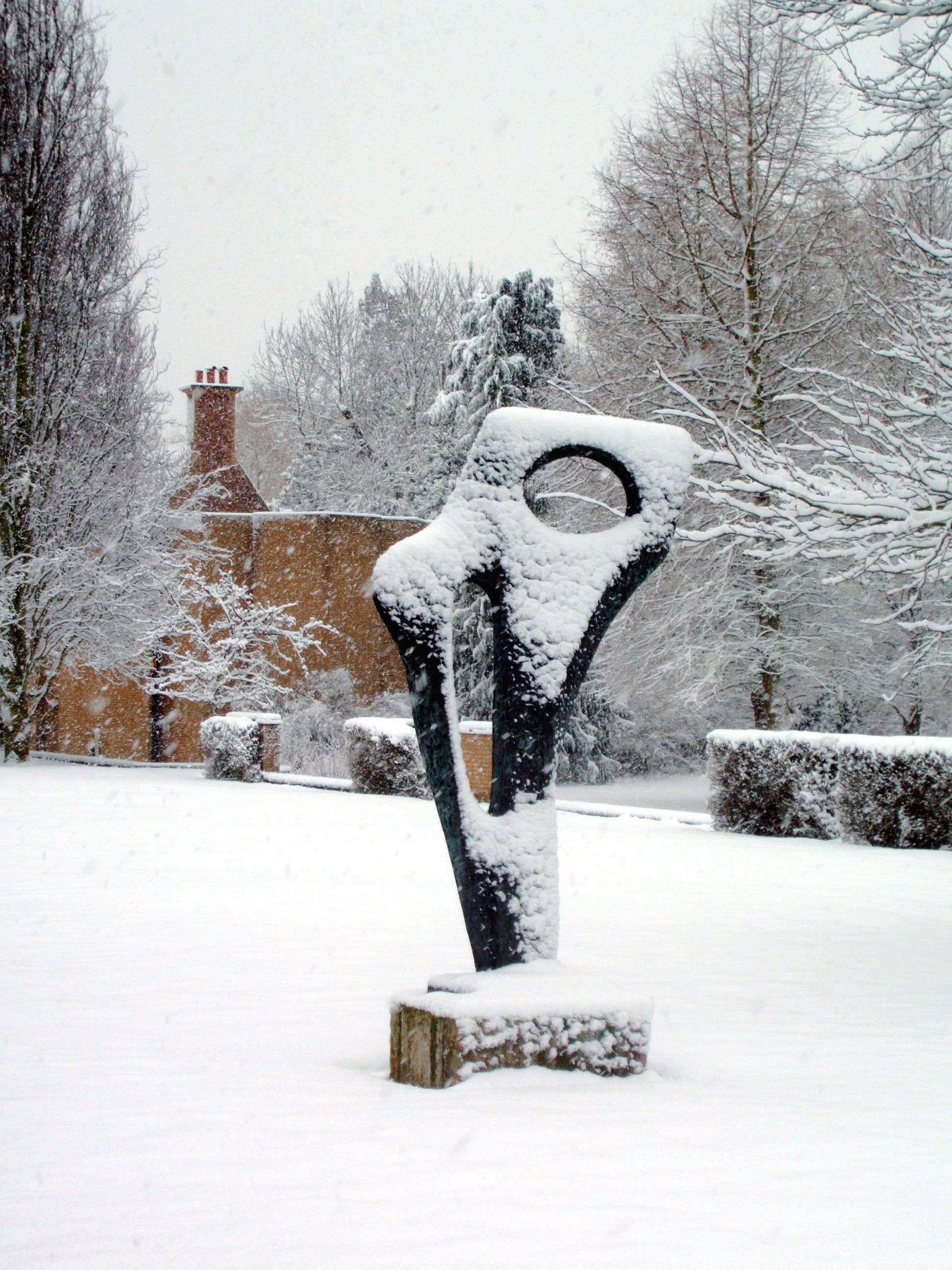
Achaean, c. 1963, at St Catherine's College, Oxford.
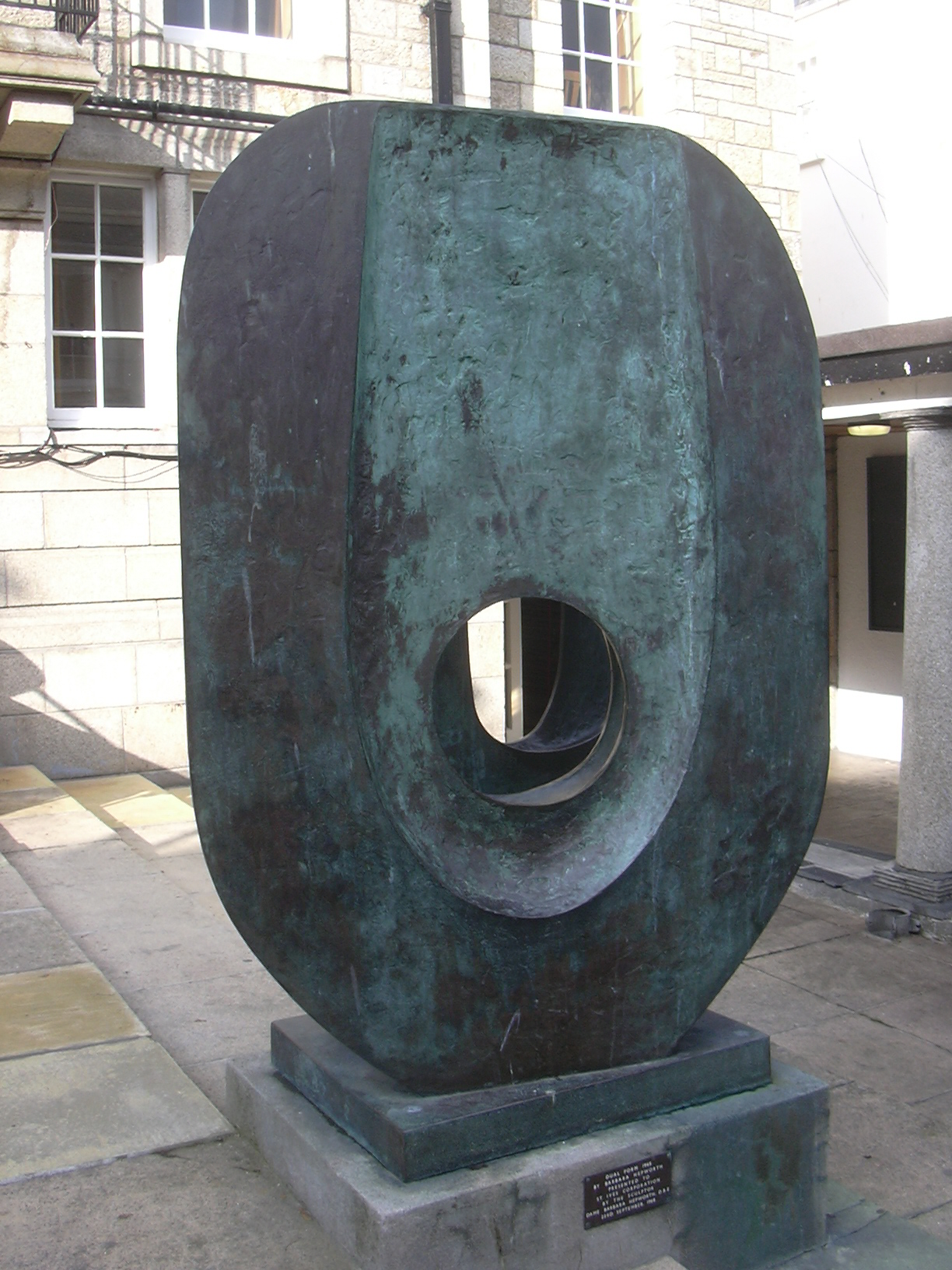
Dual Form at St Ives Guildhall.
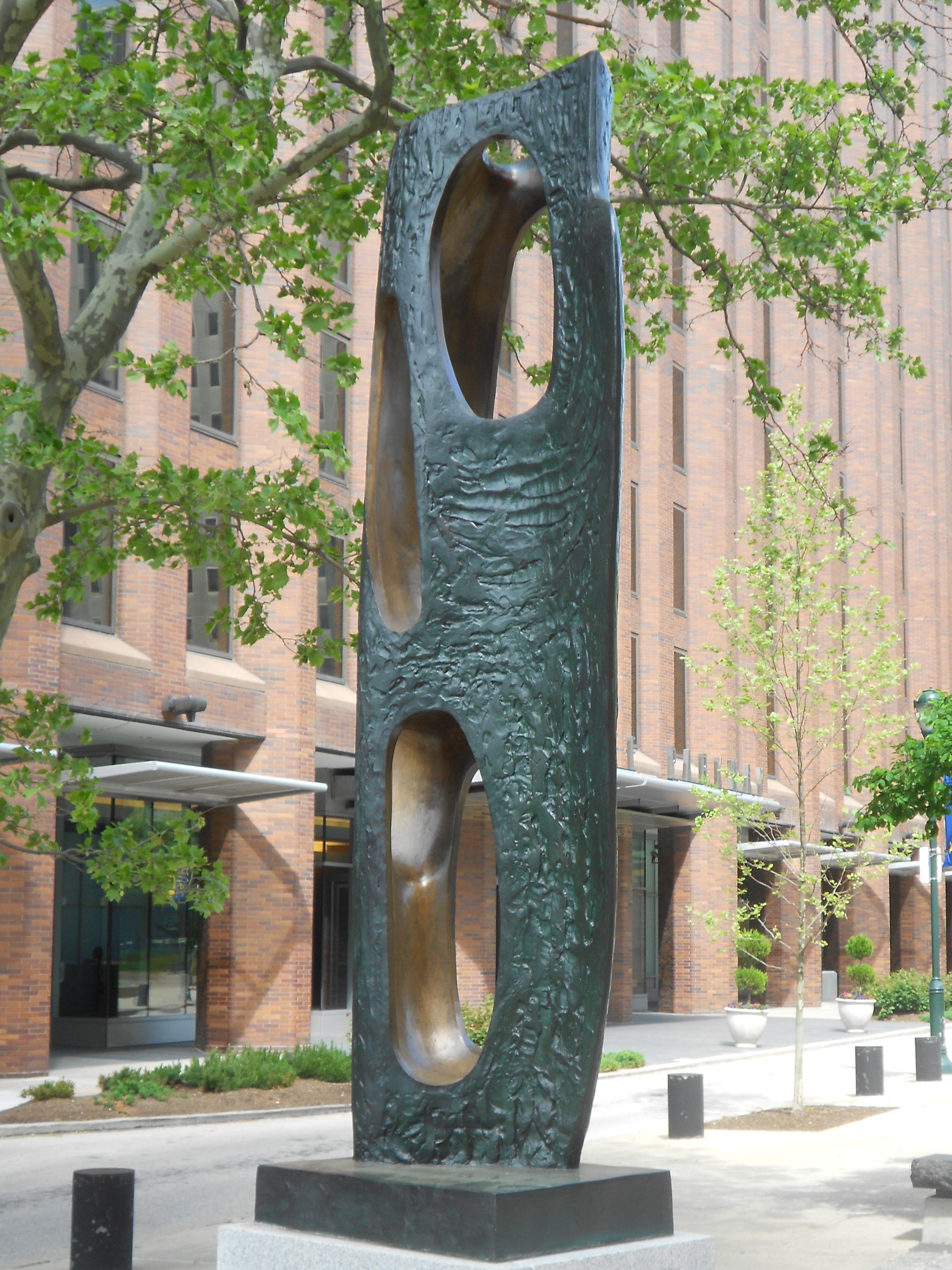
Rock Form (Porthcurno), 1964, Franklin Parkway, Philadelphia, Pennsylvania.
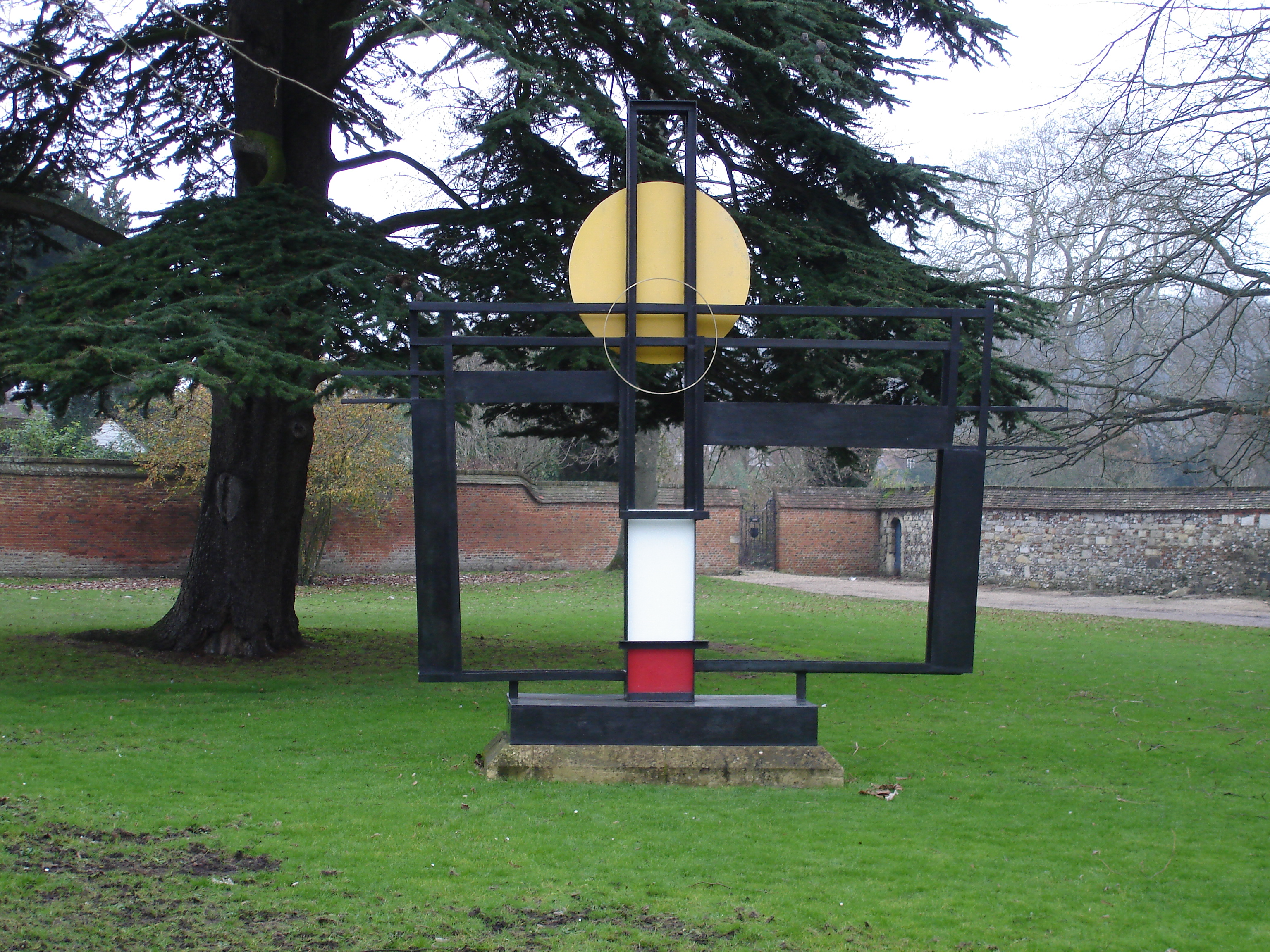
Construction (Crucifixion): Homage to Mondrian, 1966, outside Winchester Cathedral.
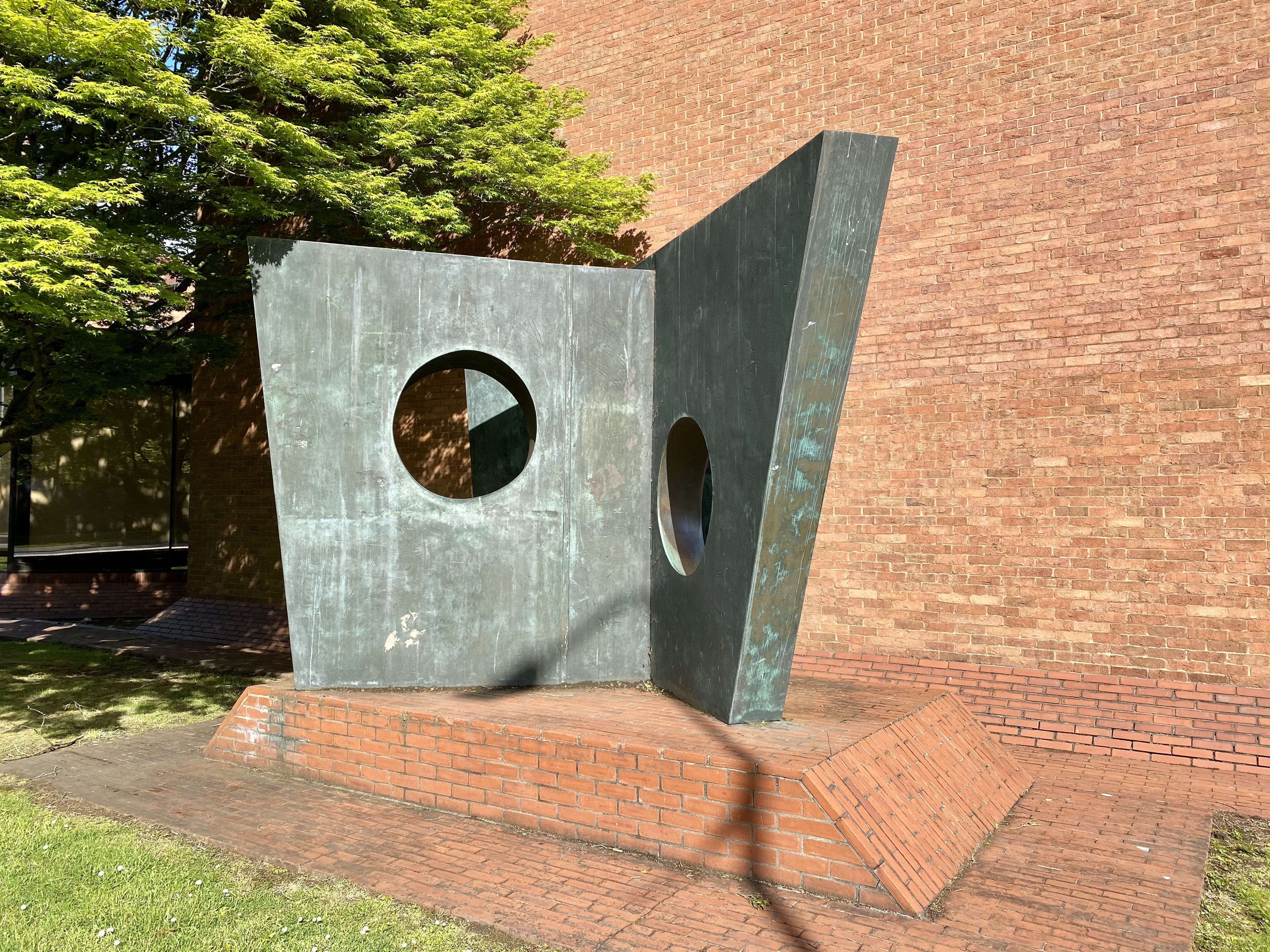
Three Obliques (Walk In), 1968, at Cardiff University School of Music
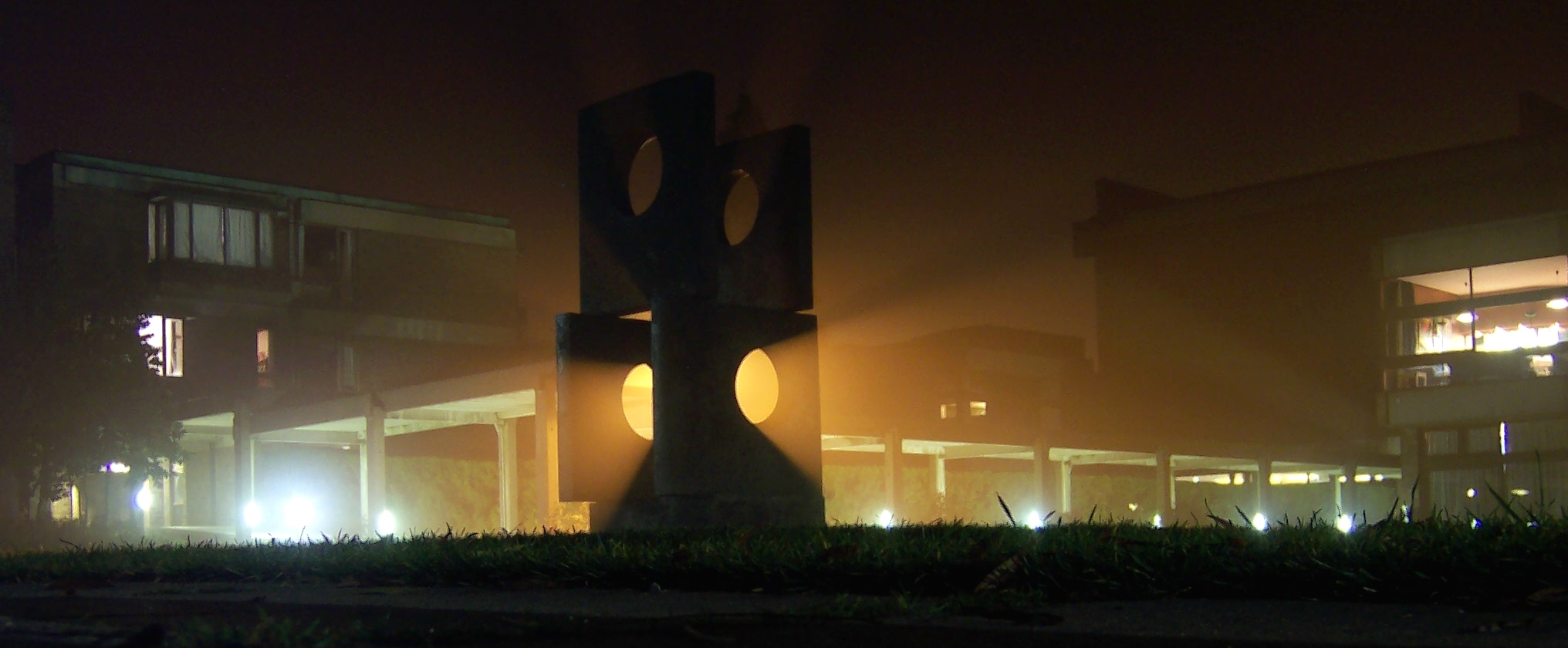
Four-Square (Walk Through), 1966, Churchill College, Cambridge.
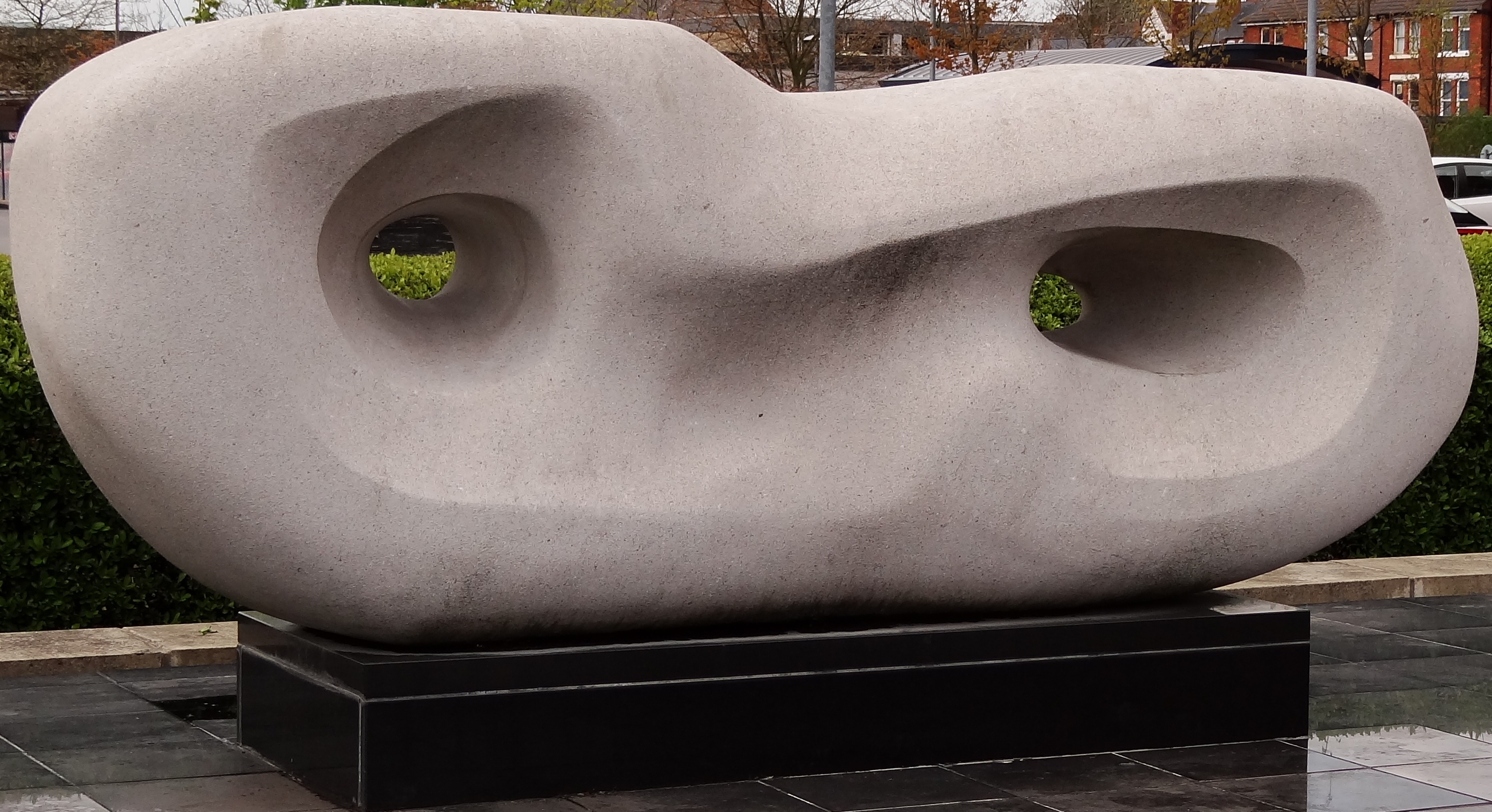
Curved Reclining Form (Rosewall), 1960–62, Chesterfield, Derbyshire
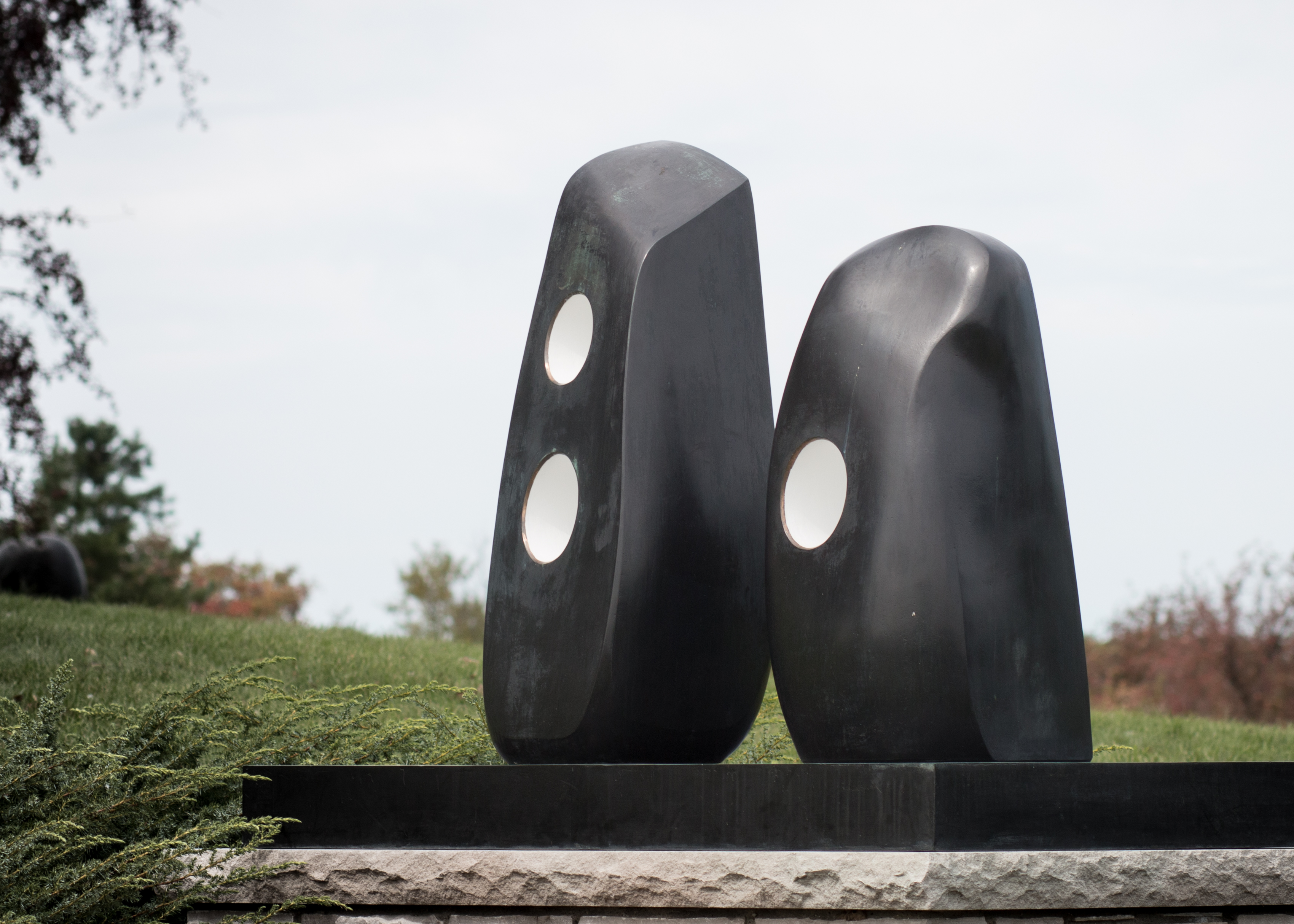
Summer Dance, 1972, at the Harrison Sculpture Garden, Minnesota Landscape Arboretum
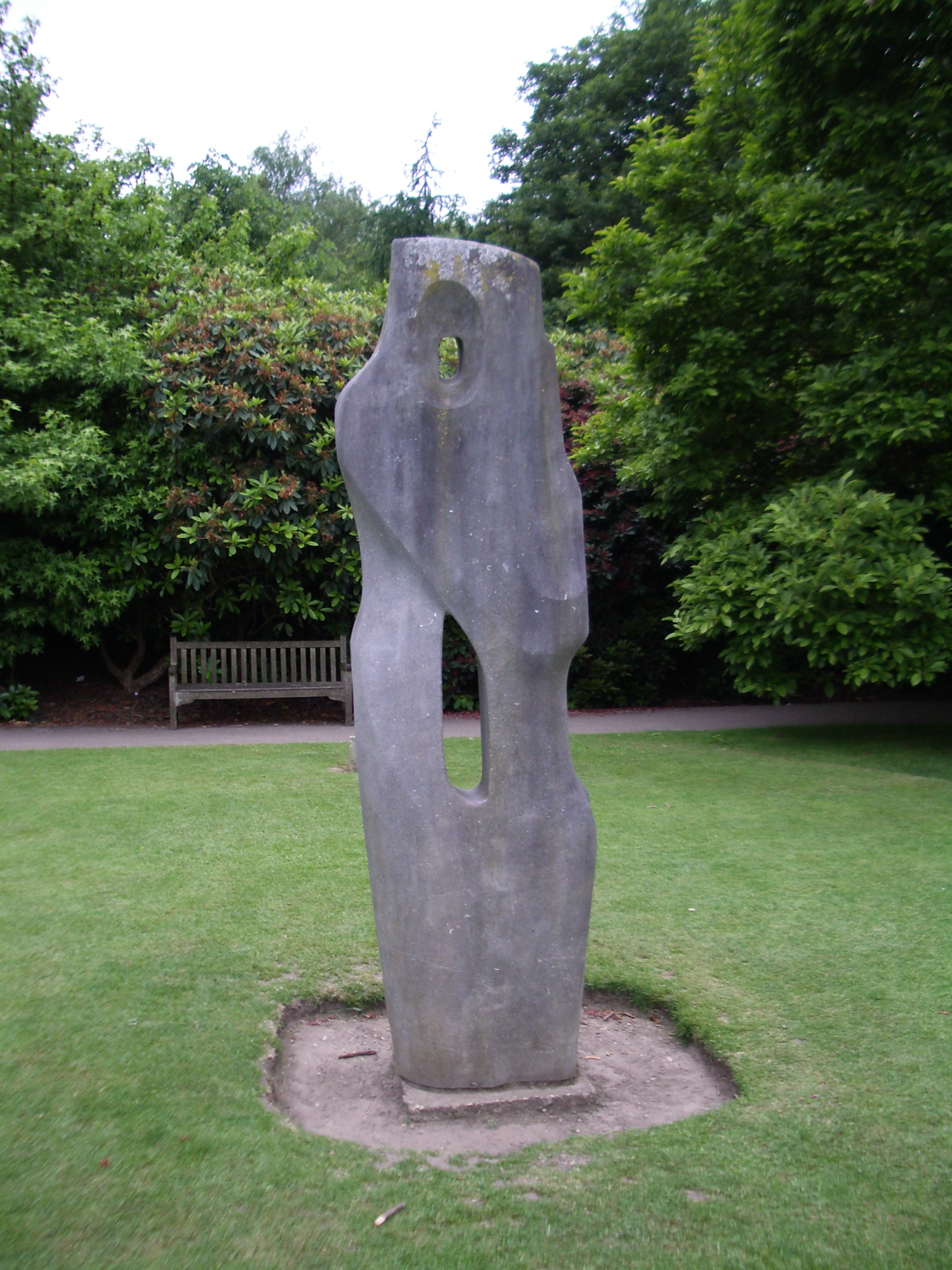
Monolith-Empyrean, 1953.